# Ванина (Верх-Язьвинский сельсовет)
Ванина — упразднённая деревня на территории Красновишерского городского округа Пермского края. Входила на год упразднения (2011) в состав Верх-Язьвинского сельского поселения.

## География
Расположена была в северо-восточной части края, в долине реки Шудья.
Географическое положение
Деревня находилась территории бывшего Верх-Язьвинского сельсовета, в 3 км от Верх-Язьвы, 53 км от Красновишерска.

## История
В 2011 году была упразднена, по некоторым сведениям, присоединена к Верх-Язьве.

## Население
| 2010 |
| ---- |
| 0    |

## Инфраструктура
Личное подсобное хозяйство.

## Транспорт
Просёлочные дороги, главная из них шла от Верх-Язьвы.